# Brachiones przewalskii
Brachiones przewalskii е вид гризач от семейство Мишкови (Muridae). Видът не е застрашен от изчезване.

## Разпространение
Разпространен е в Китай (Вътрешна Монголия, Гансу и Синдзян).